# Excalfactoria chinensis

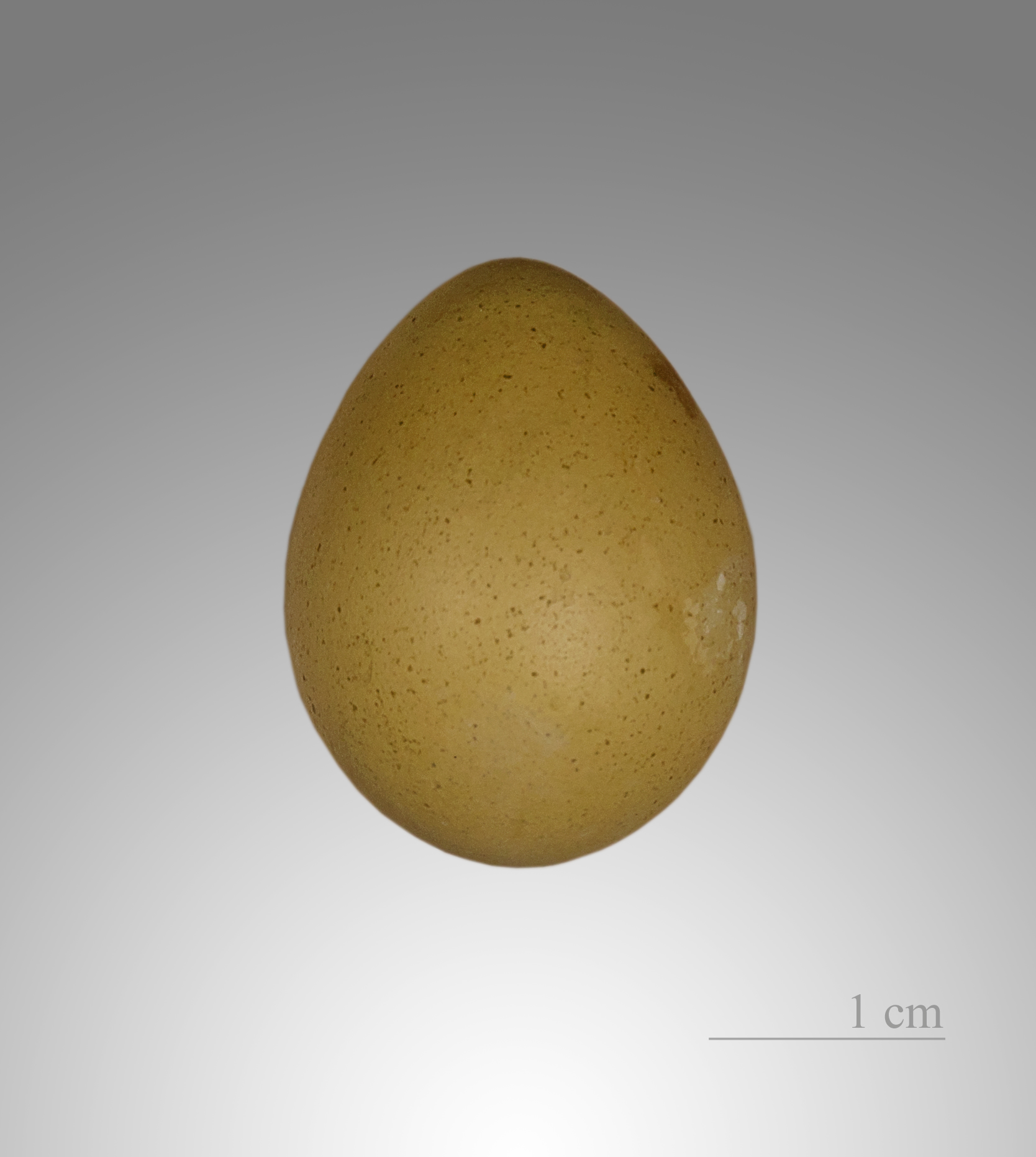
Huevo de codorniz china.

La codorniz china o codorniz azul china (Excalfactoria chinensis) es una especie de ave galliforme de la familia Phasianidae.
Está ampliamente distribuida en la India, China, Malasia y las islas de los alrededores. Algunos especímenes también viven en Australia.

## Taxonomía

### Subespecies
Se reconocen nueve subespecies:
- E. c. chinensis - nominale - (Linnaeus, 1766) - India a Sri Lanka, Malaca, Indochina, sureste de China y Taiwán.
- E. c. colletti (Mathews, 1912) - norte de Australia.
- E. c. lepida (Hartlaub, 1879) - archipiélago Bismarck.
- E. c. lineata (Scopoli, 1786) - Filipinas, Borneo, islas menores de la Sonda, Célebes e islas Sula.
- E. c. novaeguineae (Rand, 1941) - Nueva Guinea.
- E. c. palmeri (Riley, 1919) - Sumatra y Java.
- E. c. papuensis (Mayr and Rand, 1936) - sureste de Nueva Guinea.
- E. c. trinkutensis (Richmond, 1902) - Andamán y Nicobar.
- E. c. victoriae (Mathews, 1912) - este de Australia.